# یک روز ناگوار
یک روز ناگوار (انگلیسی: One Terrible Day) یک فیلم صامت کوتاه به کارگردانی هال روچ است که در سال ۱۹۱۶ منتشر شد. این فیلم نخستین فیلم از آثار دارودسته ما بود.

## بازیگران
- جکی کاندون
- میکی دنیلز
- آلن هاسکینز
- ارنی موریسون
- اد براندنبورگ
- ویلیام گیلسپی
- هلن گیلمور
- والاس هاو
- چارلز استیونسون
- پگی کارت‌رایت